# Heloise (cratère)
Heloise est un cratère de la planète Vénus situé à une latitude de 40° et une longitude de 51,9°. Ce cratère possède un diamètre de 38 kilomètres. Son nom est tiré de celui de la « très sage » abbesse française Heloïse, une des neiges d'antan du poète François Villon,.